# Doris Eaton Travis
Doris Eaton Travis (ur. 14 marca 1904 w Norfolk, zm. 11 maja 2010 w Commerce) – amerykańska tancerka związana z grupami tanecznymi The Seven Little Eatons i Ziegfeld girls oraz rewiami Ziegfeld Follies i Music Box Revue, zawodowa nauczycielka tańca, aktorka kina niemego i hodowczyni koni rasy Quarter Horse.

## Życiorys
Doris Eaton urodziła się 14 marca 1904 w Norfolk w stanie Wirginia. Jej ojciec pracował jako operator linotyp dla gazety.
Była częścią rodzinnej grupy tanecznej The Seven Little Eatons, do której należały także jej siostry, Mary i Pearl, młodszy brat Joe oraz kuzyn Avery. Grupa często była zatrudniana przy produkcjach przestawień. Doris Eaton po raz pierwszy wystąpiła publicznie w wieku 5 lat. Odtańczyła wówczas układ zwany The Cupid Dance. W 1911 ona i je siostry, Mary i Pearl Eaton, zostały obsadzone w przedstawieniu The Blue Bird Maurice'a Maeterlincka w Waszyngtonie. Czworo członków rodziny Eaton występowało w produkcjach rewiowych Ziegfeld Follies Florenza Ziegfelda na Broadwayu. W 1918 Doris została wprowadzona do związanej z Ziegfeld Follies żeńskiej grupy tanecznej Ziegfeld girls przez swoją siostrę Pearl, która była wówczas reżyserem tańca. Doris Eaton miała wtedy 14 lat, więc by uniknąć problemów związanych z prawem dotyczącym zatrudniania dzieci, zawyżała swój wiek i używała pseudonimów artystycznych. Odeszła z Ziegfeld girls, aby występować w innych sztukach, rewiach muzycznych oraz filmach niemych. W 1926 dołączyła do rewii Music Box Revue.
W czasach wielkiego kryzysu, otrzymywała mniej ofert pracy. Nie chcąc tańczyć w burleskach, przyjęła ofertę Arthura Murraya, który zaproponował jej nauczanie tańca w jego studiu tanecznym w Manhattanie. Doris Eaton pracowała 70 godzin tygodniowo do czasu, gdy przeprowadziła się do Michigan, aby założyć własne studio. Jednym z jej uczniów był Paul Travis, który wzbogacił się jako wynalazca ościeżnicy do samochodów. Pobrali się, a następnie przeprowadzili do Norman w stanie Oklahoma, gdzie hodowali konie rasy Quarter Horse.
Po siedemdziesiątym roku życia ukończyła szkołę średnią, a w 1992 ukończyła studia z historii na Uniwersytecie Oklahomy. Należała do bractwa studenckiego Phi Beta Kappa Society. Przerwała studia magisterskie, aby skoncentrować się na pisaniu pamiętnika. W 2007 Uniwersytet Oakland przyznał jej tytuł doktora honoris causa.
W 2003 opublikowano jej pamiętnik The Days We Danced, a w 2006 autobiografię Century Girl.
W ostatnich latach swojego życia występowała jako tancerka w corocznie organizowanych w Wielkanoc wydarzeniach organizacji Broadway Cares/Equity Fights AIDS.

## Filmografia
- At the Stage Door (1921) – jako Betty[2]
- The Call of the East (1922) – jako Pani Burleigh[3]
- Tell Your Children (1922) – jako Rosny Edwards[4]
- Broadway Peacock (1922) – jako Rose Ingraham[5]
- The Very Idea (1929) – jako Edith Goodhue[6]
- Street Girl (1929) – jako wokalistka w klubie Joyzelle[7]
- Reckless Decision (1933)[8]
- Człowiek z księżyca (1999) – jako Eleanor Gould Packard[9]

## Życie prywatne

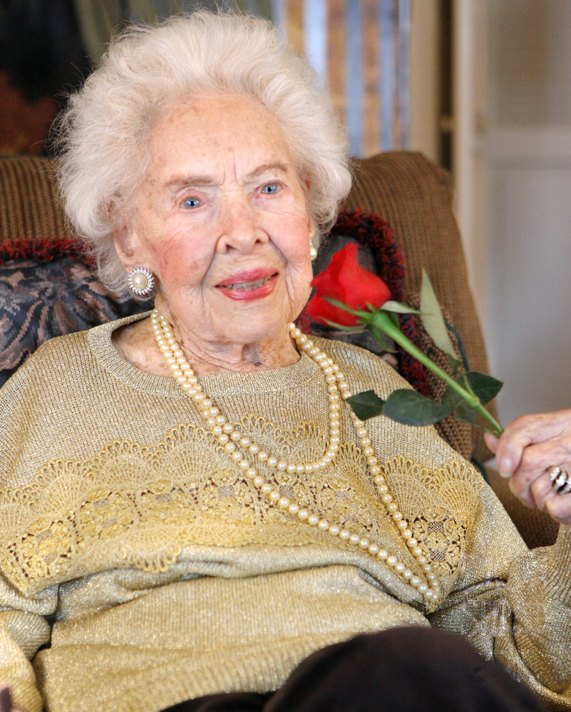
Doris Eaton Travis w 2010

Poślubiła Josepha Gorhama, producenta rewii Gorham Follies, który zmarł 6 miesięcy po ślubie. Przez 8 lat była związana z autorem piosenek Nacio Herbem Brownem, jednak nigdy nie wzięli ze sobą ślubu. Jej drugim mężem był Paul Travis, wynalazca ościeżnicy do samochodów i uczeń w jej studiu tanecznym. Nigdy nie urodziła dziecka.

## Śmierć
Zmarła 11 maja 2010 w Commerce w stanie Michigan. Miała wtedy 106 lat. Przyczyną śmierci był tętniak.